# Seki

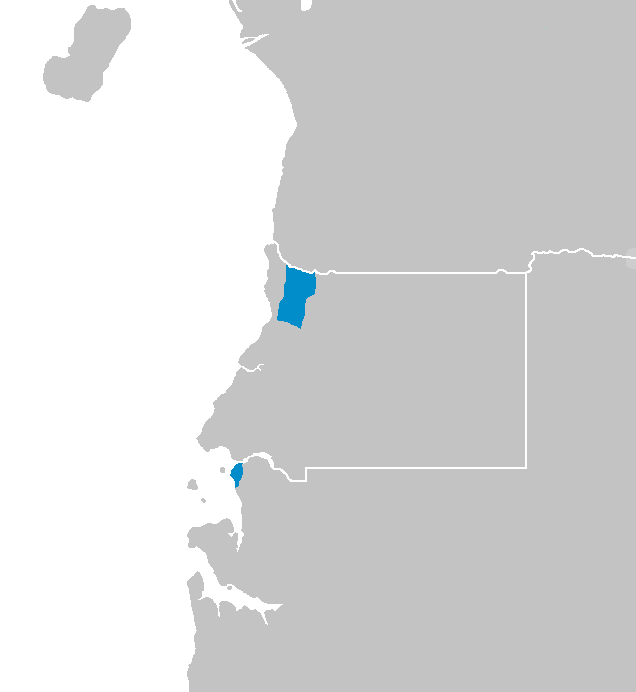
Localització dels parlants de seki.

El seki, o també baseke, sheke o sekiana, és una llengua autòctona de Guinea Equatorial que es parla a diferents poblacions del nord, des d'Utonde fins a Êtembo. També es parla als països fronterers, el Camerun i el Gabon, però els seus parlants nadius han començat a abandonar-la pel castellà, el fang, i el kombe, de major difusió.